# Womanizer (Druckwellenvibrator)
Der Womanizer ist eine Serie von Sexspielzeugen in Form eines Vibrators, die zur sexuellen Stimulation des weiblichen Intimbereichs verwendet werden. Die Produkte nutzen die patentierte „Pleasure Air Technology“.
Der Womanizer wird von der WOW Tech Group vertrieben.

## Geschichte
Das erste Womanizer Produkt wurde 2014 in Bayern im Markt Metten von Michael Lenke entwickelt. Inspiriert wurde Lenke durch eine Studie, die zu dem Ergebnis kam, dass etwa die Hälfte der Frauen Probleme mit dem Orgasmus hat. Der Entwicklungsprozess dauerte etwa zwei Jahre, und seine Frau Brigitte half, die Prototypen zu testen.
Die ersten Prototypen von Lenke arbeiteten mit modifizierten Aquarienpumpen, die eine Klitorismassage und einen Sog erzeugen sollten. Im selben Jahr brachte er sein erstes Produkt auf den Markt, den „W100“ mit der patentierten „Pleasure Air Technology“. Ab dem folgenden Jahr wurde der Womanizer international vertrieben.

## Technik
Laut der Berliner Zeitung, Glamour und Vice gilt die Pleasure Air Technology des Womanizers als „eine neuartige Technologie auf dem Sexspielzeugmarkt“. Anstelle eines einfachen Vibrationsmechanismus setzt der Womanizer auf Luftvibrationen. Er ist mit einem kleinen Luftfenster ausgestattet, das sich so schnell öffnet und schließt wie der Flügelschlag eines Kolibris.
Die Pleasure Air Technology nutzt die Veränderungen des Luftdrucks, um die sensiblen Nervenenden der Klitoris sanft und berührungslos zu massieren, so dass die 8000 Nervenenden der Klitoris nie überstimuliert werden.
Die Marke verfügt außerdem über weitere patentierte Funktionen wie „Autopilot“ und „Smart Silence“. 2019 brachte Womanizer ein Produkt auf den Markt, das mit der Pleasure Air Technology die Klitoris stimuliert und mit internen Vibrationen den G-Punkt anspricht.
Der „Womanizer OG“ verfügt über die Pleasure Air Technologie für den G-Punkt sowie über interne Vibrationen. Mit dem „Womanizer Premium Eco“ aus biologisch abbaubaren Materialien setzt Womanizer auch auf Nachhaltigkeit.